# Biolago

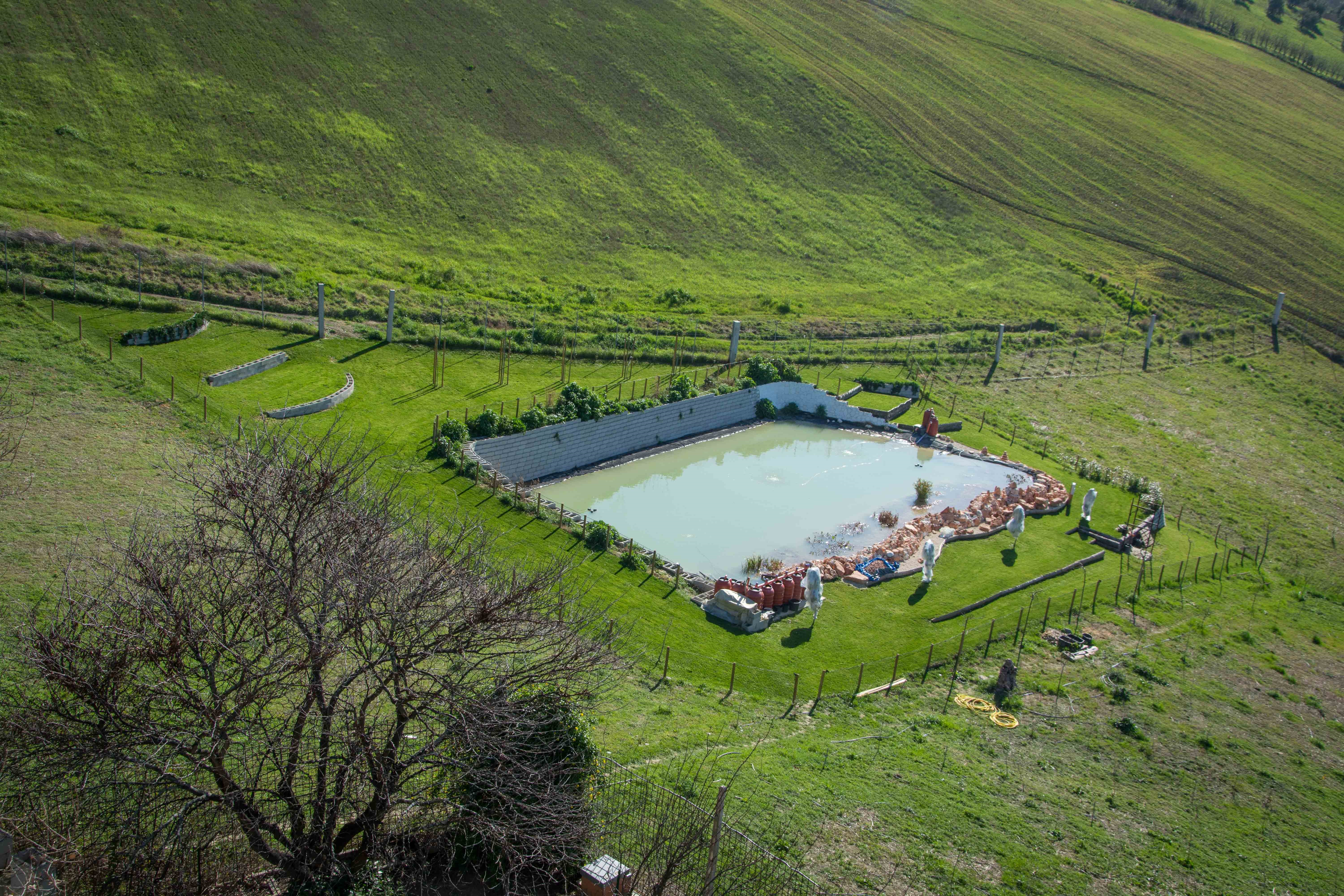
Un biolago

Il biolago è un bacino ornamentale e balneabile d'acqua dolce, integrato perfettamente con l'ecosistema circostante.
Con il termine biolago (o ecolago o laghetto balneabile) si intendono specchi d'acqua artificiali in cui la depurazione non avviene con sistemi artificiali e tradizionali di trattamento delle acque, ma attraverso l'impiego di elementi naturali, principalmente piante e ghiaia, in grado di rendere le acque balneabili. Tale tipo di depurazione, anche detta "fitodepurazione", evita l'utilizzo di preparati chimici come il cloro e, di conseguenza, evita lo sversamento di tali sostanze inquinanti nei sistemi fognari o nei terreni circostanti.
Quando il biolago presenta la forma di una piscina tradizionale, ma con la differenza che il trattamento dell'acqua avviene per fitodepurazione, si parla più propriamente di biopiscina o ecopiscina.

## Descrizione
La progettazione di un biolago richiede particolare attenzione, prima di tutto nella disposizione dell'area da dedicare alla depurazione vera e propria, inibita alla balneazione, e dell'area in cui poter effettuare i bagni.
Solitamente l'area di fitodepurazione viene posta leggermente più in alto dell'area balneabile in modo tale che l'acqua, attraversando la zona nella quale vengono inserite piante e ghiaia, si depuri e, cadendo, giunga all'area balneabile.

## Vantaggi
I biolaghi si caratterizzano per la loro capacità di inserirsi in contesti naturali offrendo possibilità di ristoro completamente compatibili con la natura e il paesaggio circostante e riducendo al minimo l'impatto ambientale di questo tipo di attività umane.
L'acqua, inoltre, viene continuamente rimandata dall'area balneabile a quella di depurazione riducendo in questo modo la necessità idrica e l'emungimento dalle falde o dall'acquedotto.
Altra caratteristica importante di un biolago o di una biopiscina rispetto ad una piscina tradizionale è associato alla mancanza di trattamento con cloro, che rende l'acqua meno aggressiva per la pelle e quindi adatta a persone con ipersensibilità cutanea o con particolari problemi dermatologici (ad esempio soggetti affetti da psoriasi).

## Applicazioni
I biolaghi si stanno affermando in particolare in contesti quali case di campagna, agriturismi e bed and breakfast e in tutte quelle realtà che introducono scelte ecosostenibili per ridurre l'impronta ecologica delle attività umane.